# Jeff Green (pilote automobile)
Statistiques en NASCAR Cup Series
Dernière mise à jour : 18 août 2018 
Jeff Green est un ancien pilote américain de NASCAR né le 6 septembre 1962 à Owensboro, Kentucky.

## Carrière
Champion de la Busch Series (seconde division de la NASCAR) en l'an 2000, il participe à la Sprint Cup Series jusqu'en 2015 sans remporter de victoires mais en réussissant deux pole position dont une au Daytona 500 en 2003.